# Usama Hausawi
Usama Hausawi (arab. ‏أسامة هوساوي‎, ur. 31 marca 1984 w Mekce) – saudyjski piłkarz występujący na pozycji obrońcy. Zawodnik klubu Al-Ahli Dżudda. 

## Kariera klubowa
Hawsawi karierę rozpoczynał w 2005 roku w zespole Al-Wahda Mekka. Przez trzy lata w jego barwach rozegrał 59 spotkań i zdobył jedną bramkę. W 2008 roku odszedł do Al-Hilal. Jego graczem był przez cztery lata. W tym czasie wraz z zespołem wywalczył dwa mistrzostwa Arabii Saudyjskiej (2010, 2011), wicemistrzostwo Arabii Saudyjskiej (2009), a także cztery Puchary Arabii Saudyjskiej (2009, 2010, 2011, 2012).
W 2012 roku Hawsawi podpisał kontrakt z belgijskim Anderlechtem. W tym samym roku zdobył z nim Superpuchar Belgii. W Eerste klasse zadebiutował 25 sierpnia 2012 roku w zremisowanym 1:1 pojedynku z Oud-Heverlee Leuven.

## Kariera reprezentacyjna
W reprezentacji Arabii Saudyjskiej Hawsawi zadebiutował w 2006 roku. W 2007 roku został powołany do kadry na Puchar Azji. Zagrał na nim w meczach z Koreą Południową (1:1), Indonezją (2:1), Bahrajnem (4:0), Uzbekistanem (2:1), Japonią (3:2) oraz w przegranym 0:1 finale z Irakiem. 2 czerwca 2008 roku w wygranym 4:1 pojedynku eliminacji Mistrzostw Świata 2010 z Libanem strzelił pierwszego gola w kadrze.
W 2011 roku Hawsawi ponownie znalazł się w zespole na Puchar Azji. Wystąpił na nim w spotkaniach z Syrią (1:2), Jordanią (0:1) i Japonią (0:5), a Arabia Saudyjska zakończyła turniej na fazie grupowej.